# Davidsonstrom

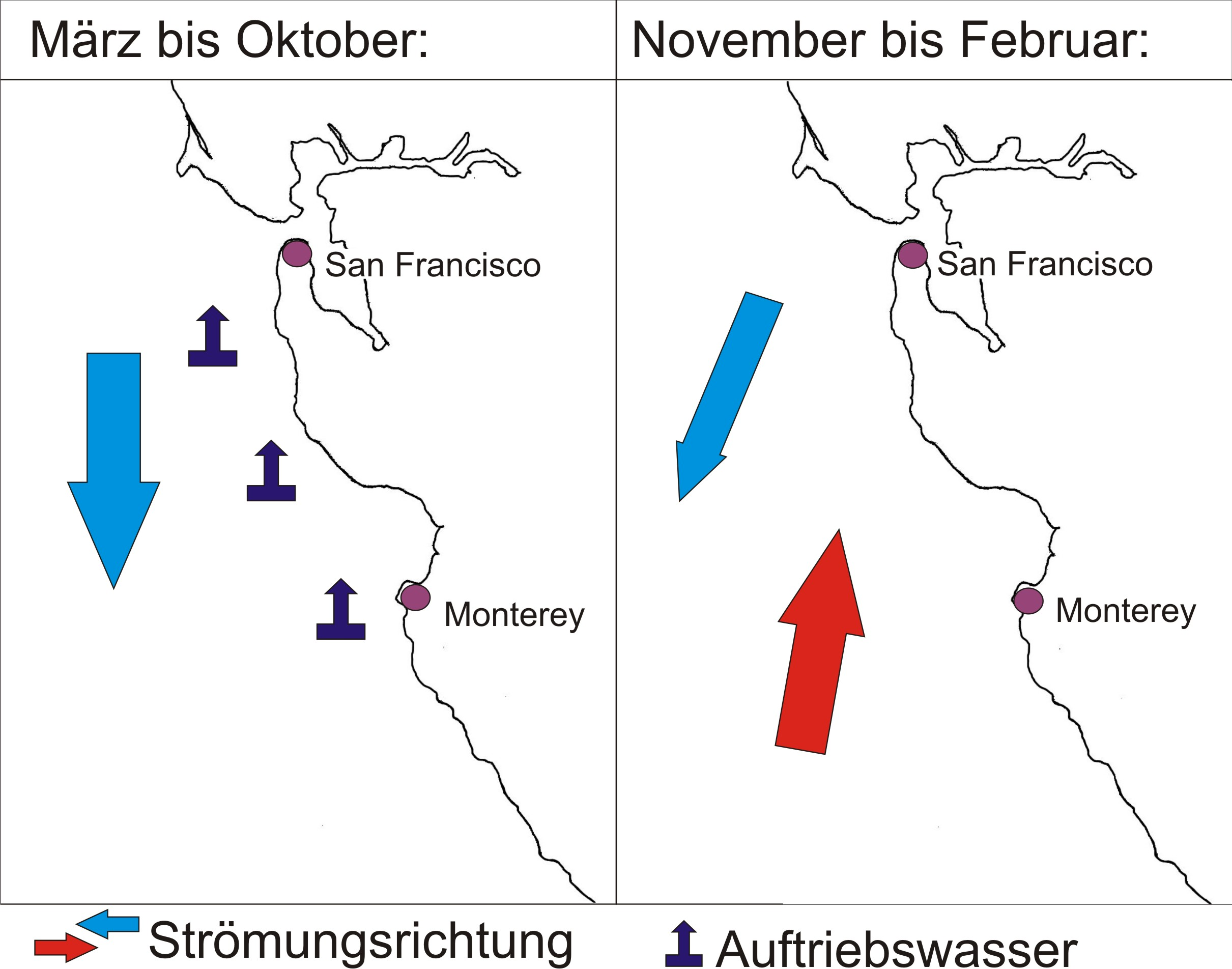
Die Meeresströmungen in südkalifornischen Küstengewässern. Der warme Davidsonstrom ist in den Wintermonaten wirksam.

Der Davidsonstrom ist eine saisonale, warme Meeresströmung im nördlichen Pazifik an der Westküste der Vereinigten Staaten. Er bringt den südkalifornischen Küstengewässern in den Wintermonaten milde Wassertemperaturen und Feuchtigkeit.
Im Winter nimmt der Einfluss der Passate an der nordamerikanischen Pazifikküste ab und die Westdrift verlagert sich äquatorwärts. Die von Südwesten heranziehenden, auflandigen Winde treiben den Davidsonstrom an. Als Driftstrom bewegt sich diese Meeresströmung zwar nur weniger als 1 Knoten. Doch sein klimatischer Einfluss ist umso größer, denn sein warmes Oberflächenwasser schiebt sich als Keil zwischen kalifornische Küste und den kalten Kalifornienstrom. Als Gegenstrom bringt er so von Oktober bis Februar den Küsten vor San Francisco und Monterey milde Wassertemperaturen von etwa 16 °C. In diesen Monaten ist das „Upwelling“ kalten Auftriebswassers unterbrochen, was an der Küste durch erhöhte Niederschläge bemerkbar wird. Im März nimmt die Davidsonströmung wieder ab und der Kalifornienstrom gewinnt wieder an Einfluss.

## Name
Benannt wurde der Davidsonstrom von George Davidson, einem gebürtigen Briten, der in den Vereinigten Staaten als Forscher tätig war, nach sich selbst. Davidson gab ihm original den Namen „Davidson Inshore Eddy Current“.

## Belege
1. ↑  Robert L. Smith: Poleward Flows Along Eastern Ocean Boundaries. 1989, abgerufen am 11. September 2019 (englisch).